# Cheilanthes pulchella
Cheilanthes pulchella är en kantbräkenväxtart som beskrevs av Jean Baptiste Bory de Saint-Vincent och Carl Ludwig Willdenow. Cheilanthes pulchella ingår i släktet Cheilanthes och familjen Pteridaceae. Inga underarter finns listade.